# Chicken game
Een chicken game (Nederlands: spel van de angsthaas) is een belangrijk conflictmodel in de speltheorie. Het principe is dat als in een conflict niemand toegeeft, dit voor iedereen nadelig is. De spanning wordt opgeroepen door de vraag wie het eerst opgeeft bij het aangaan van een gevaarlijke uitdaging. Wie het eerst opgeeft heet een chicken (angsthaas, letterlijk: kip).

## Amerikaanse versie
- Een voorbeeld van een chicken game speelt zich af in de film Rebel Without a Cause met James Dean. Hierin houdt een groepje Amerikaanse jongeren een wedstrijd wie het verst durft te rijden met een auto zonder in een ravijn te storten.
- Een ander voorbeeld is dat van twee auto's die van enige afstand op elkaar af rijden op een smalle weg. De bestuurder die de botsing vermijdt door weg te sturen, heet de chicken.
- Onder de straatjeugd van New York is chicken game een spel waarbij men met een mes naar elkaar gooit. Wie wegduikt is chicken en dat is een grote schande. Men kan beter geraakt worden. Dit spel wordt beschreven door Nicky Cruz, die de proef moest ondergaan om lid te kunnen worden van een straatbende.

## Speltheorie
In de speltheorie is de chicken game ook wel bekend als de hawk-dove game. Dit is een spel tussen twee spelers met de volgende kenmerken:
- Voor beide spelers is het altijd gunstiger als de ander toegeeft;
- Als de ander toegeeft, is het gunstiger om zelf niet toe te geven, maar als de ander niet toegeeft, is het gunstiger zelf wel toe te geven.

Catch-22 ·
Chicken game ·
Cognitieve dissonantie · 
Dubbele binding · 
Ezel van Buridan · 
Hobson-keuze · 
Prisoner's dilemma ·
Vals dilemma · 
Vork van Morton